# Sampling

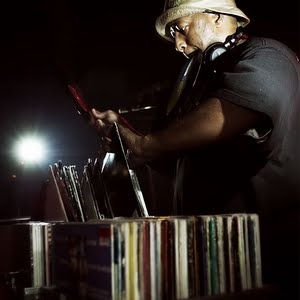
DJ Premier que cercan entre diferents discs de vinil per a fer mostratge

En música, el sampling (en català mostratge) és l'ús d'una mostra —o sample— d'un enregistrament de so per a reutilitzar-lo en un nou enregistrament. Les mostres musicals emprades poden contenir ritmes, melodies o gravacions de veu entre d'altres. Solen ser integrades mitjançant maquinari —com els samplers i seqüenciadors— o programari com programari d'edició i creació de música, tot i que també es pot fer mitjançant cinta magnètica o disc de vinil. D'aquesta manera, s'elabora una mescla o successió de seqüències de diferents àudios —provinents de cançons, enregistraments o vídeos— que a més poden estar modificats mitjançant efectes de so.
El mostreig no s'ha de confondre amb la interpolació musical. La interpolació, a diferència del mostratge, no empra porcions copiades exactament del tema original: es torna a tocar i gravar de forma exactament igual que a l'enregistrament original però evitant infracció de drets d'autor.

## Història
La dècada del 1940, es va originar un procés similar al mostratge en la música concreta. Aquest tipus de música experimental es creava tallant, manipulant i fent bucles. El terme sampling va aparèixer al final de la dècada dels 70 de la mà dels creadors del Fairlight CMI, un sampler primerenc i molt influent emprat sobretot a la música pop dels anys 80.
El mostreig es va generalitzar a la música popular amb el naixement del hip-hop a Nova York als anys 1970. No va ser fins als anys vuitanta, quan el mostratge tal com el coneixem avui en dia va començar a emergir. A partir d'aquest moment la tecnologia va permetre gravar sons en format digital mitjançant ordinadors capaços tant de codificar i enregistrar els sons com de reproduir-los en llenguatge processable.
El 1988 sortí al mercat el sampler Akai MPC, amb un preu assequible per tots els públics i una interfície d'usuari intuïtiva, fent accessible el mostratge a molta més gent.
El mostratge és un dels fonaments de la música hip-hop. Els productors de bases mostregen gravacions de funk i soul, concretament els breaks de bateria, que repetits en bucle constitueixen la base on els vocalistes —també anomenats MC— rapegen a sobre. Alguns productors han arribat a crear àlbums muntats íntegrament a partir de samples, com l'àlbum Endtroducing produït per DJ Shadow el 1996. Aquesta pràctica ha influït en pràcticament tots els gèneres musicals, essent la base de la música electrònica, el hip-hop, el pop i el dub entre d'altres.

## Drets d'autor
El mostreig sense permís pot constituir un delicte per infraciió de drets d'autor. Quan es vol mostrejar una porció d'una cançó, és necessari tenir el permís tant del propietari de la gravació (normalment un segell discogràfic) com també del propietari de la composició musical. La raó és que amb el mostratge es copia tant l'enregistrament en si com la composició conceptual del tema.
El procés d'obtenció del permís per a emprar una mostra mitjançant una autorització per part dels creadors del contingut és un procés complex i costós. El cas de Grand Upright Music, Ltd. Contra Warner Bros. Records Inc. el 1991 va canviar la forma d'utilitzar les mostres, ja que el tribunal va dictaminar que el mostreig sense llicència constitueix una infracció dels drets d'autor. Emprar samples de fonts populars sovint té un cost prohibitivament car, cosa que fa que en alguns casos s'opti per la interpolació musical en la qual tan sols cal el permís del compositor conceptual de la melodia i no del propietari de la gravació.